# Obični dikobraz
Obični dikobraz (lat. Hystrix cristata) je sisavac iz reda glodavaca iz porodice Hystricidae. Ova vrsta nije ugrožena, i navedena je kao posljednja briga jer ima široko rasprostranjenje. Staništa vrste su šume, savane i grmolika vegetacija do 2,550 metara nadmorske visine. Stanište ove vrste je većinom u Africi. Prisustvo je nepotvrđeno u DR Kongu i Srednjoafričkoj Republici. Vrsta je možda izumrla u Egiptu.

## Način života
Ova vrsta je pretežito aktivna noću. Kao dnevna skloništa koristi razne kamene pukotine, špilje, napuštene jazbine i sl. Hrani se voćem, korijenjem, gomoljima, lukovicom i sličnom hranom. Glavni predatori običnog dikobraza su lav, leopard, hijena i ptice grabljivice. Kada su napadnuti skupe se i zgrče.

## Prisutnost